# ГЕС Цзіньпін II
ГЕС Цзіньпін II — гідроелектростанція у центральній частині Китаю в провінції Сичуань. Знаходячись між ГЕС Цзіньпін I (вище по течії) та ГЕС Гуанді, входить до складу каскаду на річці Ялунцзян, великому лівому допливу Янцзи.
Після станції Цзіньпін I річка описує вигнуту на північ велику петлю довжиною біля 150 км, проходячи на зворотньому шляху менш ніж за два десятки кілометрів від верхньої ділянки течії. Таку конфігурацію вирішили використати для створення потужньої дериваційної схеми Цзіньпін II. Забір води для неї відбувається за допомогою бетонної гравітаційної греблі висотою 39 метрів та довжиною 165 метрів, котра утримує витягнуте на 7,5 км водосховище з об'ємом 14 млн м3 (корисний об'єм 5 млн м3) та припустимим коливанням рівня поверхні у операційному режимі між позначками 1640 та 1646 метрів НРМ.
Зі сховища ресурс подається через чотири прокладені у правобережному гірському масиві дериваційні тунелі довжиною по 16,6 км, два з яких виконано в діаметрі 13 метрів, а ще два в діаметрі 12,4 метра. Тунелі проходять на глибині до 2525 метрів та у підсумку подають воду до підземного машинного залу розмірами 352х28 метрів при висоті 69 метрів.
Основне обладнання станції становлять вісім турбін типу Френсіс потужністю по 610 МВт, які використовують напір у 288 метрів (згідно даних виробника, в інших джерелах вказують показник у 310 метрів) та забезпечують виробництво 24,2 млрд кВт-год електроенергії на рік.
Окрім зазначених вище чотирьох головних тунелів у складі комплексу також наявні два тунелі для пересування персоналу (середньою довжиною 17,5 км з перетинами 5,5х5,7 метра і 6х6,3 метра) та дренажний тунель довжиною 17,7 км з діаметром 7,2 метра.